# Aníbal Fernández
Aníbal Domingo Fernández, född 9 januari 1957 i Quilmes, är en argentinsk peronistpolitiker. Han har varit inrikesminister 2003–2007 i Nestor Kirchners regering och 2007–2009 justitieminister under Cristina Fernández de Kirchner. Han var 2009–2011 och februari-december 2015 kabinettschef för den argentinska regeringens presidentkansli.